# Nunatak Igla
Nunatak Igla är en nunatak i Antarktis. Den ligger i Östantarktis. Norge gör anspråk på området. Toppen på Nunatak Igla är 1 065 meter över havet.
Terrängen runt Nunatak Igla är platt åt sydväst, men åt nordost är den kuperad. Terrängen runt Nunatak Igla sluttar norrut. Trakten är obefolkad. Det finns inga samhällen i närheten.